# Gerygone levigaster
Gerygone levigaster es una especie de ave Passeriformes del género Gerygone, que pertenece a la Superfamilia Meliphagoidea (familia de los Pardalotidae, perteneciente a la subfamilia Acanthizidae).

## Subespecies
- Gerygone levigaster cantator
- Gerygone levigaster levigaster
- Gerygone levigaster pallida

## Localización
Es un ave endémica de Australia.